# Movimento Zeitgeist
Fundado em 2008, o Movimento Zeitgeist (pronuncia-se tsaitgaist) é um grupo formado por pessoas que advogam a sustentabilidade, organizadas numa rede global, através de grupos nacionais (Capítulos) e grupos regionais (Sub-Capítulos), com ações de sensibilização, equipes de projeto, eventos anuais, mídia e voluntariado junto da comunidade.
O termo "Zeitgeist" é definido como o "ambiente geral intelectual, moral e cultural de uma época" ou simplesmente o "espírito do tempo".
O termo "movimento" implica simplesmente "mudança", ou transição. Por isso, o Movimento Zeitgeist (MZ) é uma organização que pede mudança na concepção dominante cultural, moral e intelectual da época.
O ativismo do movimento é explicitamente baseado em métodos de comunicação não-violenta, onde o foco central é instruir o público a respeito das reais raízes de vários dos problemas pessoais, sociais e ecológicos existentes, através da enorme capacidade de resolução de problemas e melhoria das condições da humanidade que a ciência possibilitou - mas que permanecem inaplicados devido a diversas barreiras inerentes ao sistema social estabelecido. De acordo com o movimento, o objetivo não é impor, ditar ou cegamente persuadir - mas por em marcha uma forma de pensamento que seja perceptível através da lógica, com o uso dos conceitos de sustentabilidade e saúde pública  de uma perspectiva científica.

## Origem
O Movimento Zeitgeist foi inspirado a partir dos documentários dirigidos, produzidos, escritos e narrados por Peter Joseph, disponíveis na internet, especificamente o Zeitgeist: Addendum, estreado em 2008 e Zeitgeist: Moving Forward, lançado em 2011. 

## Dia Zeitgeist
Formalmente, como uma forma de manifestação singular, o Movimento Zeitgeist declarou 15 de março como o Z Day (ou Dia Zeitgeist). Neste dia eventos locais acontecem em todo o mundo para partilhar informações e aprender mutuamente sobre os assuntos tratados pelo movimento (tecnologia de ponta, aplicação social do método científico, processos políticos e económicos, comportamento humano individual e social, etc.) com o público em geral.

## Estrutura/Organização

### O Movimento
O Movimento, enquanto entidade, consiste no Capítulo global, compreendendo cidade, estado e nação. Uma vez que o Movimento é global por definição, Capítulos consistem na presença física do Movimento Zeitgeist em determinada região. Ser parte do movimento é ser parte do seu Capítulo regional no seu menor grau de operação em determinada área, sendo assim parte do todo.

### Membros
Para uma pessoa ser tecnicamente considerada um membro do Movimento Zeitgeist ela precisa se tornar ativa em um Capítulo. Se um Capítulo não existe na sua respectiva região, um provável membro pode fundar um. Tal tarefa é muito simples na suas etapas iniciais e apenas requere um website ou grupo de comunidade de qualquer tipo ou tamanho.

### Capítulos
Capítulos são os grupos regionais dos membros do Movimento Zeitgeist, organizados em camadas. De cima para baixo, os Capítulos são organizados em:
1. Internacional - [Países]
2. Estado - [Diferentes Capítulos dentro de um país]
3. Região/Cidade - [menor grau de diferenciação de um Capítulo, em determinada região]
Capítulos precisam ter a capacidade de comunicação entre os seus membros, juntamente com os de outros Capítulos. À medida que um Capítulo cresce, reuniões periódicas devem ser conduzidas ao vivo e/ou através de encontros virtuais, se fazendo presentes em ações ou eventos de nível regional ou global.

## Vídeos
- Zeitgeist Addendum (03/07/08)
- Video Guia de Orientação Activista Narrado por Peter Joseph
- Palestra de Peter Joseph "Onde estamos agora?"
- Palestra de Peter Joseph "Para onde vamos?"
- Palestra de Peter Joseph "Patologia Social"

## Mais leituras
- Uma Nova Forma de Pensar, tradução em crowdsourcing de The Zeitgeist Movement Defined
- Livro Designing the Future por Jacque Fresco
- Guia de Orientação para o activista por Jacque Fresco, Roxanne Meadows e Peter Joseph[ligação inativa]
- John Perkins, Confessions of an Economic Hit Man (Berrett-Koehler Publishers, Inc. 2004).
- Jeremy Rifkin, The End of Work: The Decline of the Global Labor Force and the Dawn of the Post-Market Era (Tarcher/Penguin; Updated Edition 2004).
- Edward Bellamy, Equality (D. Appleton & Co. 1897).